# 柏木真介
柏木 真介（かしわぎ しんすけ、1981年〈昭和56年〉12月22日 - ）は、日本のプロバスケットボール選手。北海道帯広市出身。ポジションはポイントガードまたはシューティングガード。

## 来歴・人物
帯広市立栄小学校3年でバスケを始め、帯広市立帯広第一中学校ではジュニアオールスターに出場。東海大四高では3年連続で全国大会に出場。3年次のインターハイでは準優勝に輝く。
中央大学に進学後も2年次にインカレ準優勝を経験。4年次には李相佰争奪日韓学生バスケットボール競技大会の代表選手に選抜される。
卒業後、日立サンロッカーズに入団。新人王とスティール賞を獲得。1年目からオールスターにも出場。全日本にも選ばれる。
2006年には世界選手権のメンバーにも選ばれる。同年、アイシンシーホース（現：シーホース三河）へ移籍しプロ契約を結ぶ。
2007年にオールジャパン準優勝に貢献しベスト5に選ばれる。リーグ戦でも2冠を達成しMVPを獲得。また、スポーツマンNo.1決定戦にも参戦した。
2008年にオールジャパン優勝に貢献し、2年連続ベスト5に選出された。
2016年9月にB.LEAGUEが開幕。シーホース三河の選手として活躍するも、2017年6月にアイシン時代から11年間所属した三河を退団。2017-18シーズンからは三河と同じ愛知県（名古屋市）をホームタウンとする名古屋ダイヤモンドドルフィンズに移籍する。
2018年6月、新潟アルビレックスBBに移籍。
2020年5月、新潟を退団し、古巣のシーホース三河と契約。3シーズンぶりの復帰となる。
2022-23シーズンにキャプテンを務める。
2024年7月16日、三遠ネオフェニックスへ期限付移籍で加入することが発表された。
2024-25シーズン限りで現役引退。

## 経歴
- 帯広第一中学 - 東海大四高 - 中央大学 - 日立(2004年 - 2006年) - アイシン/シーホース三河(2006年 - 2017年) - 名古屋ダイヤモンドドルフィンズ(2017年-2018年) - 新潟アルビレックスBB(2018年-2020年) - シーホース三河(2020年-2025年) - 三遠ネオフェニックス(2024年-2025年)

## 日本代表歴
- 2004スタンコビッチ杯
- 2005アジア選手権
- 2005東アジア大会
- 2006世界選手権
- 2006アジア大会
- 2007アジア選手権

## 受賞歴
- 2007オールジャパンベスト5
- 2008オールジャパンベスト5
- JBL2007-08レギュラーシーズン・プレーオフMVP
- 2009オールジャパンベスト5